# Quintanilla San García
Quintanilla San García település Spanyolországban, Burgos tartományban. Quintanilla San García Briviesca, Grisaleña, Vallarta de Bureba, Santa María Ribarredonda, Valluércanes, San Millán de Yécora, Cerezo de Río Tirón és Belorado községekkel határos. Lakosainak száma 68 fő (2024).

## Népesség
A település népessége az utóbbi években az alábbiak szerint változott:
| Lakosok száma | 98   | 98   | 102  | 101  | 115  | 96   | 90   | 81   | 79   | 68   |
|               | 2001 | 2004 | 2006 | 2009 | 2011 | 2014 | 2016 | 2019 | 2021 | 2024 |